# رود پارمانکا
رود پارمانکا (روسی: Парманка) یک رودخانه در سرزمین پرم کشور روسیه است.